# Spread Eagle
Spread Eagle est aussi l'ancien nom de la localité néo-zélandaise d'Ashburton Forks.
Spread Eagle  est un groupe de hard rock originaire de New York aux États-Unis. Quelques mois après leur formation, ils sont signés par MCA. Le groupe sort deux albums, Spread Eagle (1990) et  Open To The Public (1993), puis se sépare en 1995. En 2006 le groupe se reforme.
En janvier 2018, le groupe signe avec Frontiers Music SRL et annonce la sortie d’un nouvel album en 2019.

## Historique

### Débuts
À la fin des années 1980, Paul DiBartolo, Rob De Luca et Tommi Gallo jouent dans un groupe à Boston.
En 1989, le guitariste Paul Di Bartolo fait un voyage à New York où il rencontre le chanteur Ray West. Di Bartolo est tellement impressionné par sa voix qu'il convainc le bassiste Rob De Luca et le batteur Tommi Gallo de le suivre à New York et de fonder un nouveau groupe avec West.
Après seulement quelques mois des répétitions, le groupe signe avec MCA/Universal Records.

### Période MCA et séparation (1989-1995)
Comme ils sont signés dès les répétitions pour leur premier concert, le groupe écrit la plupart des chansons du premier album, Spread Eagle (1990) en studio d’enregistrement. Les vidéos des chansons Switchblade Serenade et Scratch Like a Cat ont été réalisés par Scott Kalvert et fréquemment diffusés au Headbangers Ball de MTV. Le 30 septembre 1990, Spread Eagle joue devant 10 000 spectateurs au Livestock Festival de Tampa, en Floride. Le groupe passe beaucoup de temps en tournée avant d’enregistrer son album suivant, Open to the Public en 1993, et commence à s’épuiser. Le batteur Tommi Gallo est le premier à partir. Le grunge domine alors la scène musicale et le nouvel album n'apporte pas le succès international escompté. En 1995, Spread Eagle se sépare. 

### 2006: Reformation
En 2006, Rob De Luca et Ray West reforment Spread Eagle Leur premier album, épuisé depuis plus de dix ans, est remasterisé et réédité par le label indépendant Lovember Records. Spread Eagle recommence à tourner en 2006. Pendant les années suivantes, ils jouent plusieurs concerts et tournées dans le nord-est des États-Unis.

### Renommée et nouvel album
Le bassiste Rob De Luca acquiert une plus grande reconnaissance internationale en jouant de la basse dans le groupe de Sebastian Bach en première partie de Guns N’ Roses Pendant le Chinese Demoracy World Tour de 2006-2012. En 2008, De Luca rejoint le groupe de rock britannique UFO. Son succès personnel suscite également un intérêt accru pour Spread Eagle.[réf. nécessaire]
Pendant ce temps, Spread Eagle donne plusieurs concerts en Europe, dont les festivals Hair Metal Heaven et Hard Rock Hell Sleaze en 2017,.
En 2018, le groupe signe sur le label italien  Frontiers Music SRL. Le nouvel album Subway to the Stars  paraîtra le 9 août 2019.

## Membres

### Membres actuels
- Ray West - chant, percussion
- Rob De Luca - basse, chant
- Ziv Shalev - guitare [10]
- Rik De Luca - batterie [11]

### Anciens membres
- Paul DiBartolo - guitar, vocals
- Tommi Gallo - drums

## Discographie
| Year | Title                     | Label                 |
| ---- | ------------------------- | --------------------- |
| 1990 | Spread Eagle              | MCA Records           |
| 1993 | Open To the Public        | MCA Records           |
| 2006 | Spread Eagle (remastered) | Lovember Records      |
| 2019 | Subway To The Stars       | Frontiers SRL Records |